# La Condition humaine (Magritte, Washington)
Pour les articles homonymes, voir La Condition humaine (Magritte) et La Condition humaine (homonymie).
La Condition humaine est une peinture à l'huile sur toile du peintre belge surréaliste René Magritte, créée en 1933.

## Description
La Condition humaine représente un tableau, posé sur un chevalet et placé devant une fenêtre encadrée par deux tentures. Le paysage derrière la fenêtre se confond avec celui peint sur le tableau, de telle façon que le tableau montre la continuité de la partie masquée de ce paysage.
Ce thème est l'un des favoris de l'artiste qui en a produit de multiples représentations, parmi lesquelles deux tableaux en 1935, l'un avec un paysage de bord de mer,, et l'autre un paysage de montagne, ainsi que plusieurs dessins, sous ce titre ou sous d'autres titres.